# Юртное
Юртное — село в Солонешенском районе Алтайского края. Входит в состав Берёзовского сельсовета.

## История
Основано в 1926 году. В 1928 году посёлок Юртинский состоял из 80 хозяйств, основное население — русские. В административном отношении являлся центром Юртинского сельсовета Михайловского района Бийского округа Сибирского края.

## Население
| 1926 | 1997 | 1998 | 1999 | 2000 | 2001 |
| ---- | ---- | ---- | ---- | ---- | ---- |
| 523  | ↘334 | ↘325 | ↘294 | ↗296 | ↘281 |
| 2002 | 2003 | 2004 | 2005 | 2006 | 2007 |
| ↘270 | ↘264 | ↘257 | ↘244 | ↗256 | ↘245 |
| 2008 | 2009 | 2010 | 2011 | 2012 | 2013 |
| ↘229 | ↘227 | ↘172 | ↘171 | ↘169 | ↘161 |

### Национальный состав
Согласно результатам переписи 2002 года, в национальной структуре населения русские составляли 97 %.